# Verzorgingsplaats De Rooijen
Verzorgingsplaats De Rooijen is een voormalige verzorgingsplaats langs de A2 Amsterdam-Maastricht tussen afrit 19 en knooppunt Empel nabij Hedel, gemeente Maasdriel.
Zoals vaak het geval is, was ook deze verzorgingsplaats genoemd naar de omgeving. De verzorgingsplaats lag in het gebied De Lage Rooijen en in de buurt van de verzorgingsplaats lag de Rooijensestraat.
A1: De Haar · Elsenerveld · Friezenberg · Jool-Hul  
A2: Proostwetering · De Rooijen · Zwartehof · Heezerhut · Aalsterhut  
A4: Leiburg · Oostvliet  
A6: De Monnik  
A9: Amstelveen · Hammerstein  
A12: Mollebos · De Heul · De Roode Haan  
A15: Zeekade · Kraaienbos · De Laar · Topsweerd · Groenendijk  
A16: Krabbenbosschen · Mastbos  
A17: Kapelberg  
A20: Aalkeet  
A27: Bosberg  
A28: Holkerveen · Nunspeet-Noord · Nunspeet-Zuid  
A50: Meilanden · Kabeljauw  
A58: Krabbenbosschen · Mastbos · Sloedam  
A59: Tollenaer · 't Vaerland  
A67: De Gender · De Blauwe Klei  
A79: Keelbos · Ravensbos  
A326: Rolenhof